# Шарикоподшипниковская улица
Шарикоподши́пниковская улица — улица в Юго-Восточном административном округе города Москвы на территории Южнопортового района. Расположена между улицей Симоновский Вал и 2-й улицей Машиностроения. Пересекает Новоостаповскую улицу. Справа примыкает 1-я улица Машиностроения.
«Улица начинается у Симоновского вала. У Новоостаповской улицы она поворачивает под тупым углом и идёт до Кожуховской дороги. Длина её — 2,9 км, средняя ширина — 59,1 м. В последние годы улица несколько изменила своё начало. Если идти в обратном направлении, она после Новоостаповской проходит прямой линией и как бы вливается в 1-ю Дубровскую улицу»
Названа в 1930 году по строящемуся здесь в то время 1-му Государственному подшипниковому заводу, который вступил в строй в 1932 году.

## История
Улица проложена в 1929 году как проезд к «Господшипникстрою» — строительству 1-го Государственного подшипникового завода. В 1930 году по улице провели трамвайную линию. В середине 1930-х годов чётная сторона улицы застроена пятиэтажными жилыми домами (№ 8—38). Постепенно она приобрела вид, описанный в книге П. В. Сытина.

Между Новоостаповской улицей и шарикоподшипниковым заводом стоит большое трёхэтажное здание Московского шинного завода. За шарикоподшипниковым заводом в его линии — большое четырёхэтажное здание Дома культуры с библиотекой-читальней, кино и театром. За ним расположено ещё такое же большое здание завода.
По другой стороне улицы стоят пятиэтажные жилые дома с благоустроенными квартирами для рабочих завода, в нижних этажах этих домов помещаются почта и телеграф, ателье для пошивки платья, кондитерская, гастрономический и книжный магазины, аптека, а в отдельном здании — комбинат пищевого обслуживания. От жилых домов его отделяет отходящая под прямым углом от Шарикоподшипниковской улицы 1-я улица Машиностроения.

Шарикоподшипниковская улица имеет две проезжие части, залитые асфальтом. Одна, узкая, всего в несколько метров ширины, у домов, предназначена исключительно для подъезда к ним. Другая, широкая, возле заводов и Дворца культуры — для транзитного и прочего движения. Между ними на всём протяжении центральной части улицы разбит довольно широкий бульвар. По обочине его у широкой мостовой проложены рельсы трамвая— 
В 1957 году по улице провели троллейбус. В 1974 году дом культуры ГПЗ переведён в новое здание на улице Мельникова. В 1999 году на улице открыта станция метро Дубровка.

## Примечательные здания и сооружения

### По нечётной стороне
- № 3 — Родильный дом № 15 (1937)
- № 5 — бизнес-центр Dominion Tower (арх. Заха Хадид, 2015).
- № 11 — Московский шинный завод (1945)
- № 13 — 1-й государственный подшипниковый завод (1932, ныне — ОАО «Московский подшипник»). На территории завода с 2019 года находится клуб «Мутабор», получивший известность в конце 2023 года благодаря «голой» вечеринке Насти Ивлеевой.
- № 15 — Столичная финансово-гуманитарная академия (СФГА)

### По чётной стороне
- № 4 — ОАО Научно-производственное объединение ЦНИИ технологии машиностроения (1933); 22-этажный лабораторный корпус построен в 1960-х годах (архитекторы Л. Соколов, А. Косинский, И. Студеникин)[6]
- № 14 — Храм Март-Марьям Ассирийской церкви Востока (1998)
- № 22 — мемориальная доска Валерию Носову
- № 38 — Фабрика-кухня 1-го ГПЗ (1932)

## Памятник
- у дома № 24 — Монумент Вечная слава в память о работниках 1-го Государственного подшипникового завода, погибших в годы Великой Отечественной войны (1967, скульптор А. С. Новиков, архитектор Ю. А. Цветков)[7][8]. Инициатива установки памятника принадлежит Владимиру Александровичу Казачкову, главному инженеру 1-го Государственного подшипникового завода, он же занимался и сбором средств для строительство.

## Транспорт
В конце улицы — станция метро  Дубровка. По улице проходят трамвайные маршруты 12, 43, автобусные с799, 766, м79. В конце улицы — разворотное трамвайное кольцо.

## Интересный факт
- Некоторые москвичи считают название улицы слишком сложным, а не «благозвучным, удобным для произношения, кратким и легко запоминающимся», как это должно быть согласно городскому закону № 40-70 «О наименовании территориальных единиц, улиц и станций метрополитена города Москвы». Иногда название даже сокращают до «Шарик»[9].